# Аліканте
Аліканте (ісп. Alicante, вал. Alacant) — місто і муніципалітет на південному сході Іспанії, адміністративний центр провінції Аліканте, в автономії Валенсія. Населення муніципалітету станом на 1 січня 2022 року становило 338 тис. мешканців. Місто розташоване на узбережжі Середземного море та має історичний і все ще важливий порт. Аліканте — центр великого виноробського району, саме місто є важливим курортом і туристичним центром.

## Клімат
Місто знаходиться у зоні, котра характеризується кліматом тропічних степів. Найтепліший місяць — серпень із середньою температурою 25.5 °C (77.9 °F). Найхолодніший місяць — січень, із середньою температурою 11.5 °С (52.7 °F).
| Клімат Аліканте         | Клімат Аліканте | Клімат Аліканте | Клімат Аліканте | Клімат Аліканте | Клімат Аліканте | Клімат Аліканте | Клімат Аліканте | Клімат Аліканте | Клімат Аліканте | Клімат Аліканте | Клімат Аліканте | Клімат Аліканте | Клімат Аліканте |
| Показник                | Січ.            | Лют.            | Бер.            | Квіт.           | Трав.           | Черв.           | Лип.            | Серп.           | Вер.            | Жовт.           | Лист.           | Груд.           | Рік             |
| Абсолютний максимум, °C | 27              | 28              | 32              | 32              | 31              | 35              | 38              | 40              | 37              | 32              | 30              | 26              | 40              |
| Середній максимум, °C   | 16,8            | 17,8            | 19,2            | 20,9            | 23,6            | 27,2            | 30,1            | 30,6            | 28,4            | 24,4            | 20,4            | 17,6            | 23,1            |
| Середня температура, °C | 11,5            | 12,4            | 13,7            | 15,5            | 18,4            | 22,2            | 24,9            | 25,5            | 23,1            | 19,1            | 15,2            | 12,5            | 17,8            |
| Середній мінімум, °C    | 6,2             | 7               | 8,2             | 10,1            | 13,3            | 17,1            | 19,7            | 20,4            | 17,8            | 13,7            | 10              | 7,3             | 12,6            |
| Абсолютний мінімум, °C  | −2              | −1              | 0               | 2               | 7               | 11              | 13              | 15              | 11              | 7               | 1               | −1              | −2              |
| Норма опадів, мм        | 22              | 26              | 26              | 30              | 33              | 17              | 6               | 8               | 47              | 52              | 42              | 26              | 336             |
| Днів з дощем            | 8               | 8               | 8               | 9               | 9               | 6               | 3               | 4               | 6               | 8               | 8               | 8               | 85              |
| Вологість повітря, %    | 67              | 64              | 64              | 62              | 65              | 64              | 64              | 67              | 68              | 69              | 68              | 68              | 66              |
| ----------------------- | --------------- | --------------- | --------------- | --------------- | --------------- | --------------- | --------------- | --------------- | --------------- | --------------- | --------------- | --------------- | --------------- |
| Джерело: Weatherbase    |                 |                 |                 |                 |                 |                 |                 |                 |                 |                 |                 |                 |                 |

## Історія
Приблизно 2500 років тому на місці сучасного Аліканте розташовувалося невелике іберійське поселення. Греки, що прийшли в ці місця заснували тут місто торгової колонії-фортеці. Місто знаходилося під владою Карфагена. Греки прозвали його Akra Leuke, що в перекладі означає «Біла фортеця».
Пізніше місто було завойоване римлянами, які перейменували його в Lucentum, що означає «місто світлого сяйва». Археологічні розкопки стародавнього іберо-романського міста на сьогоднішній день є одними з найбільш значущих пам'яток Валенсії. У VIII ст. місто завоювали маври. Їхнє правління справило значний вплив на розвиток міста. У ті часи назва його звучала, як Аль Лукант (Al-Laqant), що співзвучно з сучасним.
Сучасне місто має дві офіційні назви Alacant — валенсійською мовою і Alicante — кастильско-іспанською. У XIII ст. Аліканте відвоювали кастильські завойовники, а 300 років по тому він став важливим торговим портом Іспанії. У цей період економічного піднесення місто інтенсивно забудовувалося і реконструювалося. Багато архітектурних пам'яток цього часу збереглися і до наших днів.
Вигідне географічне розташування стало причиною того, що місто завжди піддавалося тискові завойовників. Запеклі битви за цю територію проходили як на суші, так і на морі. Сьогодні Аліканте є одним з найбільших міст Валенсійського Співтовариства.
Місто багате на зелені насадження, вони становлять трохи менше від половини його території.

## Економіка
82,4 % населення зайняті у галузі послуг, у першу чергу — торгівлі та туризмі. Розвинена банківська справа, освіта (великий університет). 6,2 % населення зайняті у промисловості. Основа економіки — пляжний туризм, експорт вина, оливкової олії, цитрусових і фруктів, легка промисловість. Головні галузі — тютюнова й харчова, також виробництво цементу і алюмінію.

## Транспорт
- Трамвай в Аліканте
- Вокзал Аліканте
- Високошвидкісна залізниця Мадрид — Леванте

## Релігія
- Центр Оріуело-Алікантської діоцезії Католицької церкви.